# Monaquisme cristià

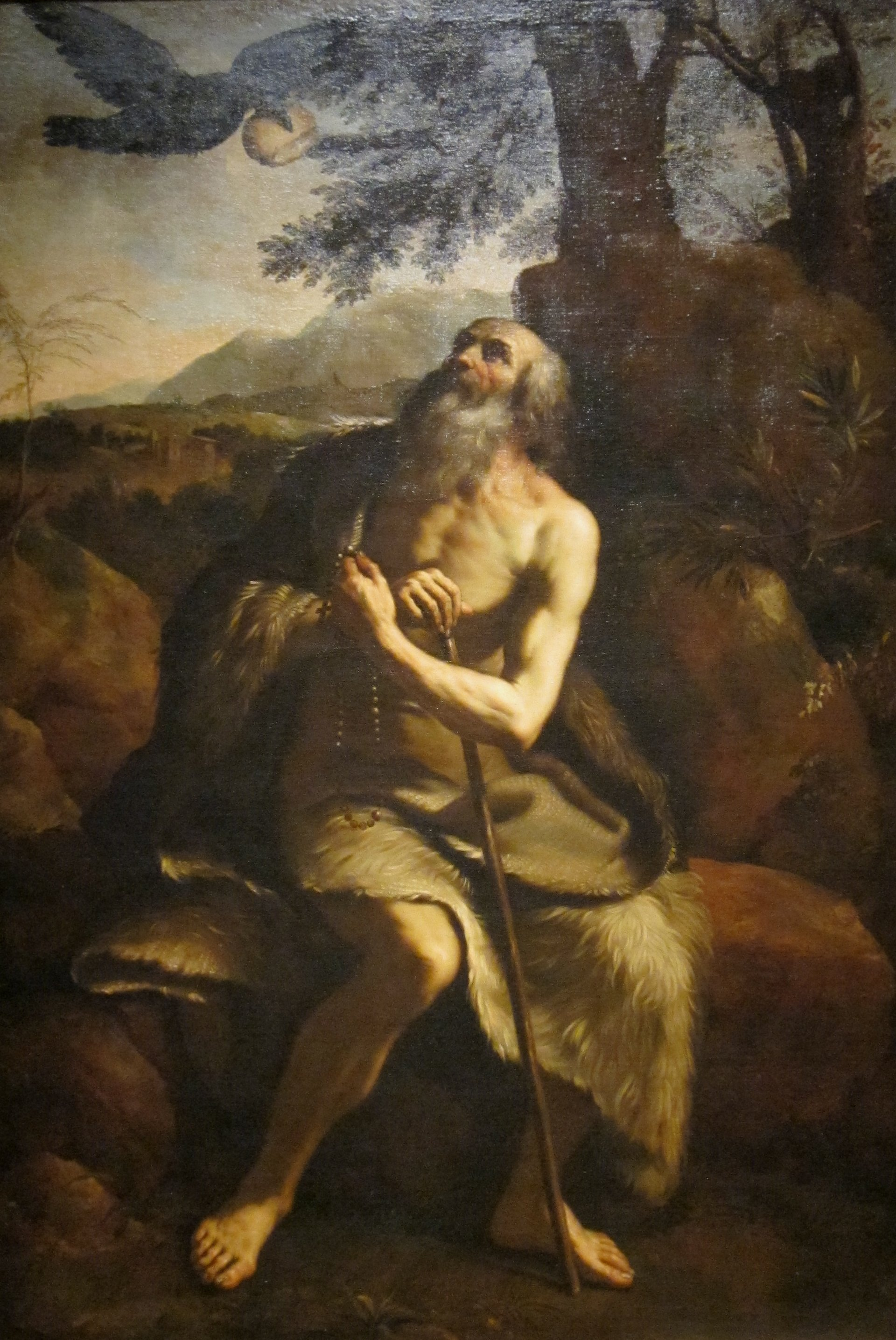
Sant Pau l'Ermità nodrit pel corb, basat en Guercino, Institut d'Art de Dayton

El monaquisme cristià és la pràctica religiosa dels cristians que segueixen un estil de vida ascètic i generalment apartada dedicat al culte cristià. Es començà a desenvolupar en les primeres fases de la història de l'església cristiana, basant-se en els exemples i ideals de l'escriptura, incloent-hi l'Antic Testament, però la Bíblia no estableix que hagi de ser una institució. Passà a ser regulat per regles religioses (com ara la regla de Sant Agustí, d'Antoni Abat, de Sant Pacomi, de Sant Basili i de Sant Benet) i, en temps moderns, el dret canònic de les diferents denominacions del cristianisme que tenen formes de vida monàstica. Les persones que segueixen una vida monàstica són monjos (homes) i monges (dones). La paraula «monjo» de la paraula grega antiga μοναχός (monakhós), que al seu torn deriva de μόνος (monos), que significa 'sol'.
Al principi, els monjos no vivien en monestirs, sinó que ho feien en solitari, tal com suggereix l'etimologia del seu nom. A mesura que més gent adoptava l'estil de vida dels monjos, vivint sols al desert, es començaren a ajuntar i seguir l'exemple dels monjos originals que tenien a prop. En poc temps, els monjos formaren comunitats per facilitar el seguiment d'una vida ascètica. Segons Robert Louis Wilken, historiador del cristianisme, «[e]n crear una estructura social alternativa en el si de l'Església, establiren les bases d'una de les institucions cristianes més duradores…». Els monjos solen viure en un monestir, sia com a part d'una comunitat (cenobites) o en reclusió.